# حاجی‌مراد محمدوف
حاجی‌مراد محمدوف (به روسی: Хаджимурад Магомедов؛ زادهٔ ۲۴ فوریهٔ ۱۹۷۴) کشتی‌گیر پیشین اهل روسیه در دستهٔ میان‌وزن کشتی آزاد است. او برندهٔ مدال طلای المپیک ۱۹۹۶ آتلانتا و برندهٔ یک مدال طلا (۲۰۰۱) و یک نقره (۱۹۹۹) از مسابقات قهرمانی کشتی جهان است. محمدوف همچنین برندهٔ یک مدال طلا (۱۹۹۷) و یک برنز (۱۹۹۶) از مسابقات قهرمانی کشتی اروپا است.
او در دستهٔ ۸۲ کیلوگرم رقابت‌های المپیک ۱۹۹۶ آتلانتا با پیروزی برابر حریفان این دسته از جمله امیررضا خادم از ایران و یانگ هیونگ مو از کره جنوبی به قهرمانی رسید.